# DJ Jazzy Jeff
Pour les articles homonymes, voir Townes.
DJ Jazzy Jeff, ou simplement Jazz, de son vrai nom Jeffrey Allen Townes, né le 22 janvier 1965 à Philadelphie, en Pennsylvanie, est un disc jockey et producteur américain. Il est surtout connu pour sa carrière musicale en compagnie de Will Smith avec lequel il formait le groupe DJ Jazzy Jeff and The Fresh Prince.

## Biographie

### Jeunesse
Jeffrey Allen Townes est né le 22 janvier 1965 à West Philadelphie, en Pennsylvanie. Il grandit dans un environnement musical où il peut développer ses goûts musicaux dès le plus jeune âge. DJ Jazzy Jeff est diplômé de la John Bartram High School de Philadelphie en 1982. Townes réside à Wilmington, dans le Delaware, depuis 2004.

### Carrière musicale
En 1985, il rencontre Will Smith lors d’une soirée. La complicité entre eux est immédiate et plus encore au niveau artistique. L’année suivante, ils préparent leur premier single, Girls Ain't Nothing But Trouble et prennent le nom de DJ Jazzy Jeff and the Fresh Prince. En 1987, après que Jazzy Jeff a participé à un séminaire ayant encore accru ses capacités, ils sortent leur premier album, Rock the House. S'ensuit une collaboration qui perdure jusqu'en 1993 sans discontinuer. Will Smith et Jazzy Jeff publient, en 1999, l'album Willenium de Will Smith. Ils publient également deux best-of en 1998 et 2006. Ils sont également ensemble à l'occasion du Live 8 à Philadelphie.
Jazzy Jeff a une carrière solo très fournie avec des productions en compagnie d'artistes tels Tatyana Ali, Lil' Kim, Method Man ou encore Michael Jackson. Son style très particulier allie RnB, soul et une touche de jazz sans parler de son aptitude toujours grandissante à scratcher. Grâce à son studio d'enregistrement et son label, il contribue au renouveau de la musique soul à Philadelphie. Par ailleurs, il lance la carrière de beaucoup de jeunes artistes tels que Jill Scott.
En 2008, Townes joue avec Smith à l'avant-première du film Hancock de ce dernier. En 2009, il publie une mixtape intitulée He's the King...I'm the DJ en hommage à Michael Jackson. Townes devient un personnage jouable dans le jeu vidéo DJ Hero. Il participe aussi aux chansons du jeu. En 2013, DJ Jazzy Jeff participe avec Will Smith au Graham Norton Show. Cette même année, DJ Jazzy Jeff publie Vinyl Destination, une web-série documentant ses émissions à travers le monde. 
En 2015, il effectue les scratches du film Straight Outta Compton.

### Télévision
Jazzy Jeff incarne, à partir de 1990 jusqu’en 1996, le meilleur ami de Will Smith dans la série télévisée Le Prince de Bel-Air. Il y campe un jeune homme pas très propre, assez désinvolte mais très attachant. Draguant sans cesse la cousine de Will, Hilary, s'immisçant continuellement chez les Banks, il se fait régulièrement (et littéralement) jeter à la porte par Oncle Phil.

## Discographie

### Albums studio
- 2002 : The Magnificent
- 2004 : Soulheaven Presents Jazzy Jeff In the House
- 2004 : Hip-Hop Forever II
- 2005 : The Soul Mixtape
- 2006 : Hip-Hop Forever III
- 2007 : The Return of the Magnificent EP
- 2007 : The Return of the Magnificent
- 2007 : The Return of Hip Hop EP
- 2011 : Back For More (avec Ayah)
- 2018 : M3

### Collaborations
- 1991 : Deep Deep Trouble sur l'album The Simpsons Sing the Blues
- 1997 : Jazzy Jeff's Theme sur l'album Nuyorican Soul des Masters at Work
- 1998 : When to Stand Up (featuring Eminem) – Titre inédit
- 1998 : I Don't Know (scratches) sur l'album Fantastic, Vol. 2 de Slum Village
- 1999 : The Next Movement (scratches) sur l'album Things Fall Apart des Roots
- 2004 : Mirrorball (DJ Jazzy Jeff Full Sole Remix) sur l'album Adapt or Die: 10 Years of Remixes d'Everything but the Girl
- 2005 : Papa Was a Rollin' Stone (DJ Jazzy Jeff & Pete Kuzma Solefull Mix) sur la compilation Motown Remixed
- 2005 : Here He Comes (production) et scratches sur l'album Lost & Found de Will Smith
- 2005 : Watch Me (sxcratches) sur l'album The Minstrel Show de Little Brother
- 2006 : Feel It (Jazzy Jeff Soulful Remix) sur l'album Renegotiations: The Remixes des Black Eyed Peas
- 2006 : Night in Tunisia (DJ Jazzy Jeff Remix) de Duke Jordan sur la compilation Re-Bop: The Savoy Remixes
- 2007 : NY Weather Report sur l'album Eardrum de Talib Kweli
- 2008 : Get Busy (scratches) sur l'album Rising Down des Roots
- 2008 : Bring It Back (production) sur l'album El Che de Rhymefest
- 2009 : Stay This Way (Jazzy Jeff Remix) sur l'album Re-Living Thing de Mick Boogie & Peter Bjorn and John
- 2012 : Girl of My Life (scratches) sur l'album Music @ the Speed of Life de Mint Condition